# Manuel Díaz (mačevalac)
Manuel Díaz (Havana, 8. travnja 1874. – Rochester, 20. veljače 1929.), kubanski mačevalac koji se natjecao na Olimpijskim igrama 1904.
Godine 1904. osvojio je zlatnu medalju u pojedinačnoj sablje i momčadskom floretu.

## Vanjske poveznice
- Profil na stranicama MOO-a